# Canepa (cognome)
Canepa è un cognome di lingua italiana.

## Varianti
Canapa, Canavari, Canepai, Canepari, Caneparo, Canepele, Caneponi, Caneppele, Caneva, Canevari, Canevaro, Cannavaro, Canneva, Cannevari.

## Origine e diffusione
Il cognome è tipicamente ligure.
Potrebbe derivare dal termine canapa, pianta, dal greco kánnabis, "canapa". È incrociabile con cognomi quali Canavese, Cannas e Cànova.
La variante Canapa è centrale; Caneva e Canevaro sono settentrionali; Canepele e Caneppele compaiono nel Triveneto.

## Persone
- Carlo Canepa – politico italiano
- Emanuela Canepa – scrittrice italiana
- Giovanni Battista Canepa – politico italiano